# Invariancia modular
En física teórica, invariancia modular es la invariancia dentro de un grupo como SL(2,Z) de grandes difeomorfismos de un toro. El nombre viene del nombre clásico grupo modular de este grupo, como en la teoría de la forma modular.
En la teoría de cuerdas, la invariancia modular es una exigencia adicional para el diagrama de un lazo, además de algunas anomalías geoidales, a saber la no aparición de anomalías gravitatorias.
- Datos: Q60367